# Tönet, ihr Pauken! Erschallet, Trompeten!

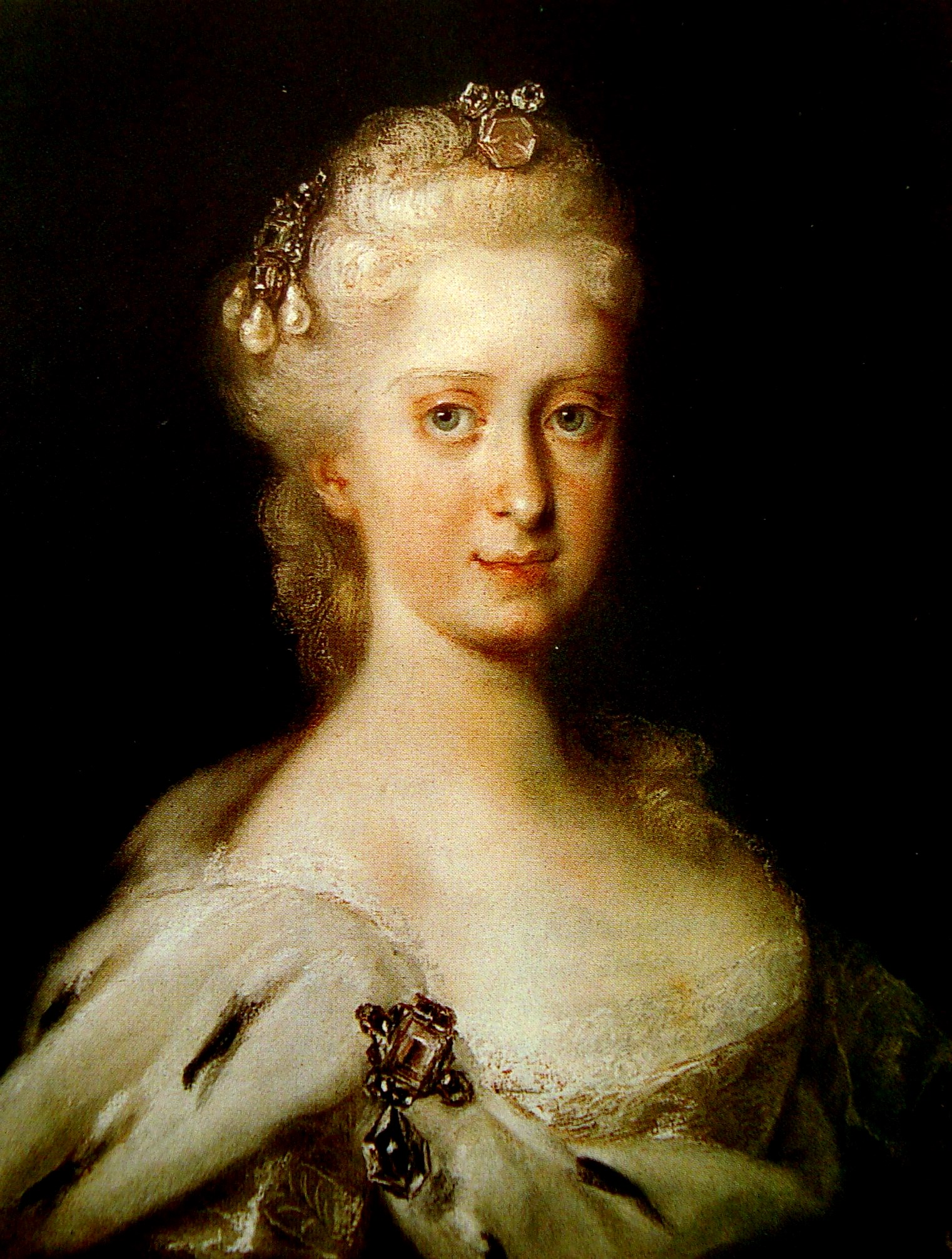
Maria Josepha, Erzherzogin von Österreich, Kurfürstin von Sachsen und Königin von Polen – Schwiegertochter und Urgroßgroßcousine Augusts des Starken

Tönet, ihr Pauken! Erschallet, Trompeten! (BWV 214 bzw. BC G19), auch bekannt als Königin-Kantate, ist eine weltliche Kantate von Johann Sebastian Bach.

## Entstehung
Das Werk wurde am 8. Dezember 1733 als Glückwunschkantate anlässlich des Geburtstags der Maria Josepha, Kurfürstin von Sachsen und Königin von Polen, mit dem Untertitel Dramma per musica aufgeführt. Die Sätze 1, 5, 7 und 9 wurden mit anderem Text und nur geringen musikalischen Anpassungen im 1., 2. und 3. Teil des Weihnachtsoratoriums nach dem Kontrafakturverfahren wiederverwendet und haben dadurch weite Verbreitung erfahren.

## Thematik
Bei dem neunsätzigen Werk, dessen Textdichter unbekannt ist, preisen vier Göttinnen der antiken Mythologie die Königin.

## Besetzung und Aufbau
- Bellona, Göttin des Krieges (Sopran)
- Pallas, Göttin der Musen und der Wissenschaft (Alt)
- Irene, Göttin des Friedens (Tenor)
- Fama, Göttin des Ruhmes (Bass)
- Orchester mit 3 Trompeten, Pauken, 2 Traversflöten, 2 Oboen, Oboe d’amore, 2 Violinen, Bratsche, Basso Continuo

Inwieweit der Chor mehrfach zu besetzen ist, geht nicht aus der autographen Partitur hervor. Das originale Stimmenmaterial ist nur fragmentarisch überliefert.
1. Coro – Tönet, ihr Pauken! Erschallet, Trompeten!
2. Recitativo (T) – Heut ist der Tag
3. Aria (S) – Blast die wohlgegriffnen Flöten
4. Recitativo (S) – Mein knallendes Metall
5. Aria (A) – Fromme Musen! meine Glieder!
6. Recitativo (A) – Unsre Königin im Lande
7. Aria (B) – Kron und Preis gekrönter Damen
8. Recitativo (B) – So dringe in das weite Erdenrund
9. Coro – Blühet, ihr Linden in Sachsen, wie Zedern!

## Besonderheiten
Es handelt sich um eine der zahlreichen zwischen 1733 und 1744 entstandenen Glückwunschkantaten, die aufgrund ihres Gelegenheitscharakters zu einer nur einmaligen Aufführung bestimmt waren. Möglicherweise wollte Bach mit der Wiederverwendung im Weihnachtsoratorium die herausragenden und ihm wichtigen Teile des Werkes bewahren.
Der Text „Tönet, ihr Pauken! Erschallet, Trompeten!“ wird im Eingangschor durch die Auftritts-Reihenfolge der erwähnten Instrumente vorweggenommen. Die Übertragung vom weltlichen Ursprung auf einen für die Weihnachtszeit bestimmten Zyklus von geistlichen Kantaten war nach dem barocken Weltbild nicht problematisch. So ließen sich Pauken und Trompeten sowohl als Insignien des weltlichen Königtums als auch zur Verherrlichung des „Königs“ Jesus verwenden.
Das Werk ist gemäß dem Anlass von freudig-festlicher Grundstimmung geprägt und gehört zu den bis heute populärsten weltlichen Bachkantaten.

## Einspielungen (Auswahl)
- J. S. Bach: Secular Cantatas, Vol. 5; BWV 213 und BWV 214. Joanne Lunn, Robin Blaze, Makoto Sakurada, Dominik Wörner, Bach Collegium Japan, Masaaki Suzuki. BIS, 2015.